# Strange Highways
Strange Highways — музичний альбом гурту Dio. Виданий 1 лютого 1994 року лейблом Reprise. Загальна тривалість композицій становить 53:36. Альбом відносять до напрямку важкий метал. 

## Список пісень
1. "Jesus, Mary & the Holy Ghost"  — 4:13
2. "Firehead" — 4:06
3. "Strange Highways"  — 6:54
4. "Hollywood Black"  — 5:10
5. "Evilution"  — 5:37
6. "Pain"  — 4:14
7. "One Foot in the Grave"  — 4:01
8. "Give Her the Gun"  — 5:58
9. "Blood from a Stone"  — 4:14
10. "Here's to You"  — 3:24
11. "Bring Down the Rain"  — 5:45